# All Access Europe
All Access Europe (englisch für „Zugang zu ganz Europa“) ist das dritte Videoalbum des US-amerikanischen Rappers Eminem. Es wurde am 18. Juni 2002 über die Labels Interscope Records und Universal veröffentlicht. Von der FSK ist das Album ab 12 Jahren freigegeben.

## Hintergrund
Nach Veröffentlichung seines Studioalbums The Marshall Mathers LP ging Eminem vom 19. Oktober bis 19. Dezember 2000 auf Anger Management Tour durch die USA und Kanada. Anschließend gab er vom 2. bis 10. Februar neun Konzerte in Europa, deren Videomitschnitte für die DVD verwendet wurden.

## Inhalt
Das Album enthält Szenen von neun Konzerten Eminems während seiner Europa-Tour Anfang Februar 2001. Diese beinhaltete je einen Auftritt in Hamburg, Oslo, Stockholm, Amsterdam, Brüssel, Paris und Manchester sowie zwei Konzerte in London. Größtenteils sind auf dem Videoalbum allerdings Szenen und Interviews aus dem Backstage-Bereich zu sehen und vergleichsweise wenig Konzertmitschnitte. Die DVD-Version enthält zudem die Bonus-Live-Songs Purple Pills und Forgot About Dre.

## Covergestaltung
Das Albumcover zeigt die orangen Schriftzüge Eminem und All Access Europe sowie darunter eine gezeichnete Kettensäge. Der Hintergrund ist in schwarz gehalten und enthält Teile einer Europakarte, auf der unter anderem die Länder Großbritannien, Irland, Frankreich und Spanien zu sehen sind.

## Gastbeiträge
Bei einigen live gespielten Liedern wird Eminem von anderen Künstlern unterstützt. So tritt der Rocksänger Marilyn Manson beim Song The Way I Am in Erscheinung, während die britische Sängerin Dido beim Stück Stan einen Gastauftritt hat. Außerdem steht der Rapper Xzibit beim Track Bitch Please II neben Eminem auf der Bühne. Auf der DVD-Version treten zusätzlich Eminems Rapgruppe D12 beim Lied Purple Pills und sein Entdecker Dr. Dre bei Forgot About Dre auf.

## Titelliste
| #  | Titel                            | Konzertdatum        | Länge |
| -- | -------------------------------- | ------------------- | ----- |
| 1  | Hamburg, Deutschland             | 2. Februar 2001     | 9:52  |
| 2  | Oslo, Norwegen                   | 3. Februar 2001     | 6:05  |
| 3  | Stockholm, Schweden              | 4. Februar 2001     | 3:36  |
| 4  | Amsterdam, Niederlande           | 5. Februar 2001     | 9:34  |
| 5  | Brüssel, Belgien                 | 6. Februar 2001     | 7:10  |
| 6  | Paris, Frankreich                | 7. Februar 2001     | 15:50 |
| 7  | Manchester, England              | 8. Februar 2001     | 5:23  |
| 8  | London, England                  | 9./10. Februar 2001 | 14:02 |
| 9  | End Credits                      |                     | 6:40  |
| 10 | Purple Pills (feat. D12)         |                     | 6:21  |
| 11 | Forgot About Dre (feat. Dr. Dre) |                     | 3:40  |
| 12 | Photo Gallery                    |                     | 3:26  |
| 13 | Cast and Crew                    |                     | 6:40  |

## Kommerzieller Erfolg
| Professionelle Bewertungen | Professionelle Bewertungen |
| -------------------------- | -------------------------- |
| Kritiken                   |                            |
| Quelle                     | Bewertung                  |
| allmusic                   | [ 2 ]                      |

All Access Europe stieg an die Spitze der US-amerikanischen DVD-Charts und wurde dort für mehr als 100.000 verkaufte Exemplare mit einer Platin-Schallplatte ausgezeichnet. Im Vereinigten Königreich erhielt es für über 50.000 verkaufte Einheiten ebenfalls Platin. Die weltweiten Verkäufe des Videoalbums belaufen sich auf mehr als 180.000.
| Land/Region                  | Auszeichnungen für Musikverkäufe (Land/Region, Auszeichnung, Verkäufe) | Verkäufe |
| ---------------------------- | ---------------------------------------------------------------------- | -------- |
| Australien (ARIA)            | 2× Platin                                                              | 30.000   |
| Vereinigte Staaten (RIAA)    | Platin                                                                 | 100.000  |
| Vereinigtes Königreich (BPI) | Platin                                                                 | 50.000   |
| Insgesamt                    | 4× Platin ·                                                            | 180.000  |

Hauptartikel: Eminem/Auszeichnungen für Musikverkäufe